# Ташкалмашево
Ташкалма́шево (рос. Ташкалмашево, башк. Ташҡалмаш) — село у складі Чекмагушівського району Башкортостану, Росія. Входить до складу Башировської сільської ради.
Населення — 240 осіб (2010; 291 у 2002).
Національний склад:
- татари — 61 %
- башкири — 38 %